# Мірал Самарджич
Мірал Самарджич (словен. Miral Samardžič, нар. 17 лютого 1987, Єсениці) — словенський футболіст, захисник клубу «Рієка».
Виступав, зокрема, за клуби «Марибор» та «Шериф», а також національну збірну Словенії.
Чемпіон Словенії. Володар Кубка Словенії. Володар Суперкубка Словенії. 

## Клубна кар'єра
Народився 17 лютого 1987 року в місті Єсениці. Вихованець футбольної школи клубу «Триглав».
У дорослому футболі дебютував 2007 року виступами за команду клубу «Марибор», в якій провів три сезони, взявши участь у 60 матчах чемпіонату.  За цей час виборов титул чемпіона Словенії.
Своєю грою за цю команду привернув увагу представників тренерського штабу клубу «Шериф», до складу якого приєднався 2010 року. Відіграв за тираспольський клуб наступні чотири сезони своєї ігрової кар'єри. Більшість часу, проведеного у складі тираспольського «Шерифа», був основним гравцем захисту команди.
До складу клубу «Рієка» приєднався 2014 року. Відтоді встиг відіграти за команду з Рієки 31 матч в національному чемпіонаті.

## Виступи за збірні
У 2006 році дебютував у складі юнацької збірної Словенії, взяв участь у 4 іграх на юнацькому рівні.
Протягом 2007–2008 років залучався до складу молодіжної збірної Словенії. На молодіжному рівні зіграв у 5 офіційних матчах.
У 2013 році дебютував в офіційних матчах у складі національної збірної Словенії. Наразі провів у формі головної команди країни 7 матчів.

## Титули і досягнення
- Чемпіон Словенії (1):

«Марибор»: 2008–09
- Чемпіон Молдови (4):

«Шериф»: 2009-10, 2011-12, 2012-13, 2013-14.
- Володар Кубка Молдови (1):

«Шериф»: 2009-10.
- Володар Суперкубка Словенії (1):

«Марибор»:  2009
- Володар Суперкубка Молдови (2):

«Шериф»: 2013, 2014.
- Володар Суперкубка Хорватії (1):

«Рієка»: 2014.